# Rebelión de Pedro Deljan
La rebelión de Pedro Deljan (en búlgaro: Въстанието на Петър Делян, griego: Επανάσταση του Πέτρου Δελεάνου), que tuvo lugar en 1040-1041, fue un gran levantamiento búlgaro contra el Imperio bizantino. Fue el más grande y el mejor organizado intento de restaurar el antiguo Imperio búlgaro hasta la rebelión de Iván Asen I y Pedro II en 1185.

## Requisitos previos para la rebelión

Bulgaria bajo el dominio bizantino. Se muestran las diversas rebeliones contra el imperio que acontecieron durante el siglo, entre ellas de la Pedro Delyan.

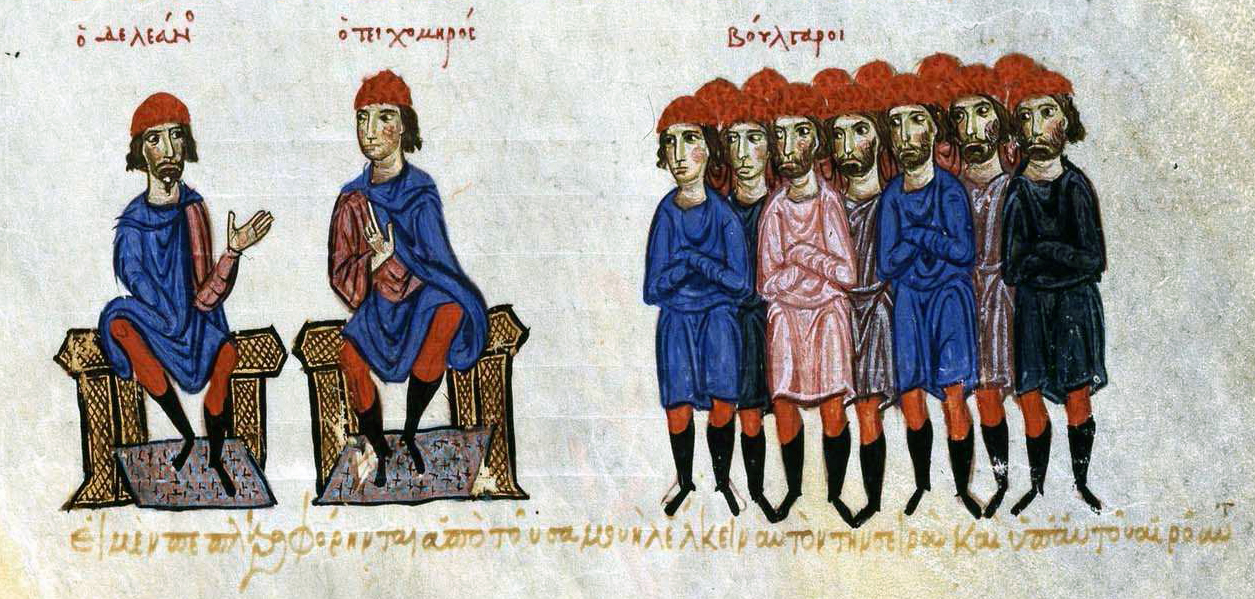
Pedro Deljan, Tihomir y los rebeldes búlgaros.

Después de que las tropas bizantinas conquistaran Bulgaria en 1018, Basilio II prudentemente decidió no modificar el sistema tributario del territorio con el fin de aplacar a la población. Aunque el Patriarcado de Bulgaria fue degradado a arzobispado, su titular siguió siendo una persona de etnia búlgara hasta la muerte de Basilio II en 1025. Durante el gobierno del emperador Romano III, se obligó a la población a pagar sus impuestos en moneda y no en bienes o especie, lo que causó pobreza y un generalizado descontento.

## Progresos iniciales
En 1040, Pedro Deljan, quien afirmaba ser descendiente de Samuel de Bulgaria, escapó de Constantinopla, comenzó a recorrer las tierras búlgaras y llegó a Morava y Belgrado. La rebelión estalló en esta última, donde Deljan fue proclamado zar de Bulgaria asumiendo el nombre del santo zar Pedro I. Los búlgaros se trasladaron al oeste, hacia los centros políticos del antiguo imperio, Ohrid y Skopie. En su camino la población local se unió a ellos, aceptando a Pedro Deljan como zar y matando a todos los bizantinos que encontraba. Al mismo tiempo, los búlgaros de la zona de Dirraquio se reunieron alrededor del soldado Tihomir y se dirigieron hacia el oeste hasta llegar a las antiguas capitales. La existencia de dos campamentos rebeldes separados debilitó la rebelión. Deljan escribió una carta a Tihomir para negociar acciones conjuntas y pronunció un discurso en el cual, en un lenguaje figurativo, le explicaba al pueblo reunido que, como no era posible que dos loros compartiesen un arbusto sin discutir, dos zares no podían compartir un país y que la población debía elegir a un único caudillo, bien a él, bien a Tihomir. Utilizó deliberadamente la mención de los loros porque los dos de ellos formaban parte del escudo de armas de la Casa de los Cometopulos. Como tenía una mayor influencia que su rival, Deljan fue elegido jefe por unanimidad y Tihomir fue asesinado.
Con su engrandecido ejército Pedro Deljan avanzó hacia el sur, sorprendió y derrotó al emperador bizantino Miguel IV el Paflagonio en Salónica, y tomó su tesoro. Uno de los lugartenientes de Miguel, el búlgaro Manuel Ivatz —probablemente hijo de Ivatz, boyardo de Samuel— se unió a Pedro II. Después de la victoria, las tropas búlgaras del voivoda Kavkan se apoderaron de Dirraquio, en el mar Adriático, y algunos destacamentos penetraron profundamente en Tesalia y llegaron hasta Corinto. Albania, Epiro y la mayor parte de Macedonia fueron conquistadas. Otro ejército búlgaro dirigido por Antim marchó al sur y derrotó al comandante bizantino Alakaseues en la batalla de Tebas, en Beocia. Tras la noticia de la victoria búlgara, la población bizantina de Atenas y El Pireo, descontenta por los altos impuestos, también se rebeló, pero mercenarios normandos aplastaron rápidamente la insurrección. Las decididas acciones de los rebeldes aumentaron seriamente la ansiedad en Constantinopla, donde los planes para sofocar la rebelión se discutían precipitadamente.

## Llegada de Alusian
Muy pronto la noticia de la rebelión búlgara llegó a Armenia, donde los descendientes de los últimos emperadores búlgaros habían sido deportados. El más respetado de ellos era el hijo del último emperador Iván Vladislav, Alusian. Disfrazado de mercenario, llegó a Constantinopla y, pese a las estrictas medidas de seguridad, alcanzó luego Bulgaria en septiembre de 1040. La aparición de un nuevo pretendiente al trono causó nuevas tensiones entre los rebeldes. En un principio, Alusian no se atrevió a revelar su origen, pero trató de recabar el apoyo de sus parientes. Para probar sus derechos, mostró un lugar negro en el codo derecho y pronto se le unieron muchos seguidores.
Pedro Deljan acogió calurosamente a su primo, aunque sabía que Alusian podía ser un posible pretendiente a la corona. Pedro le entregó un gran ejército de cuarenta mil hombres para apoderarse de Salónica, pero fracasó después de haber atacado al enemigo con tropas cansadas. La derrota costó quince mil muertos y Alusian huyó del campo de batalla dejando sus armas y armadura.

## La traición de Alusian
La dura derrota empeoró drásticamente las relaciones entre los dos jefes: Alusian se avergonzó de la derrota y Pedro Deljan sospechó una traición. Alusian decidió actuar primero y se confabuló contra su primo. Invitó a Deljan a una fiesta, donde sus seguidores sirvieron muchas copas de vino al emperador. Cuando Pedro II se emborrachó con el vino, los conspiradores cayeron sobre él y le sacaron los ojos con un cuchillo. De este modo, Alusian se convirtió en el único caudillo. En un principio, llevó a cabo ofensivas, pero nuevamente fue derrotado y tuvo que huir para salvar la vida. Luego emprendió negociaciones secretas con los bizantinos. Después de llegar a un acuerdo con ellos en el verano de 1041, Alusian pretendió librar una batalla decisiva pero, cuando los dos ejércitos se encontraron, abandonó a sus tropas y cambió de bando.

## Fin de la rebelión

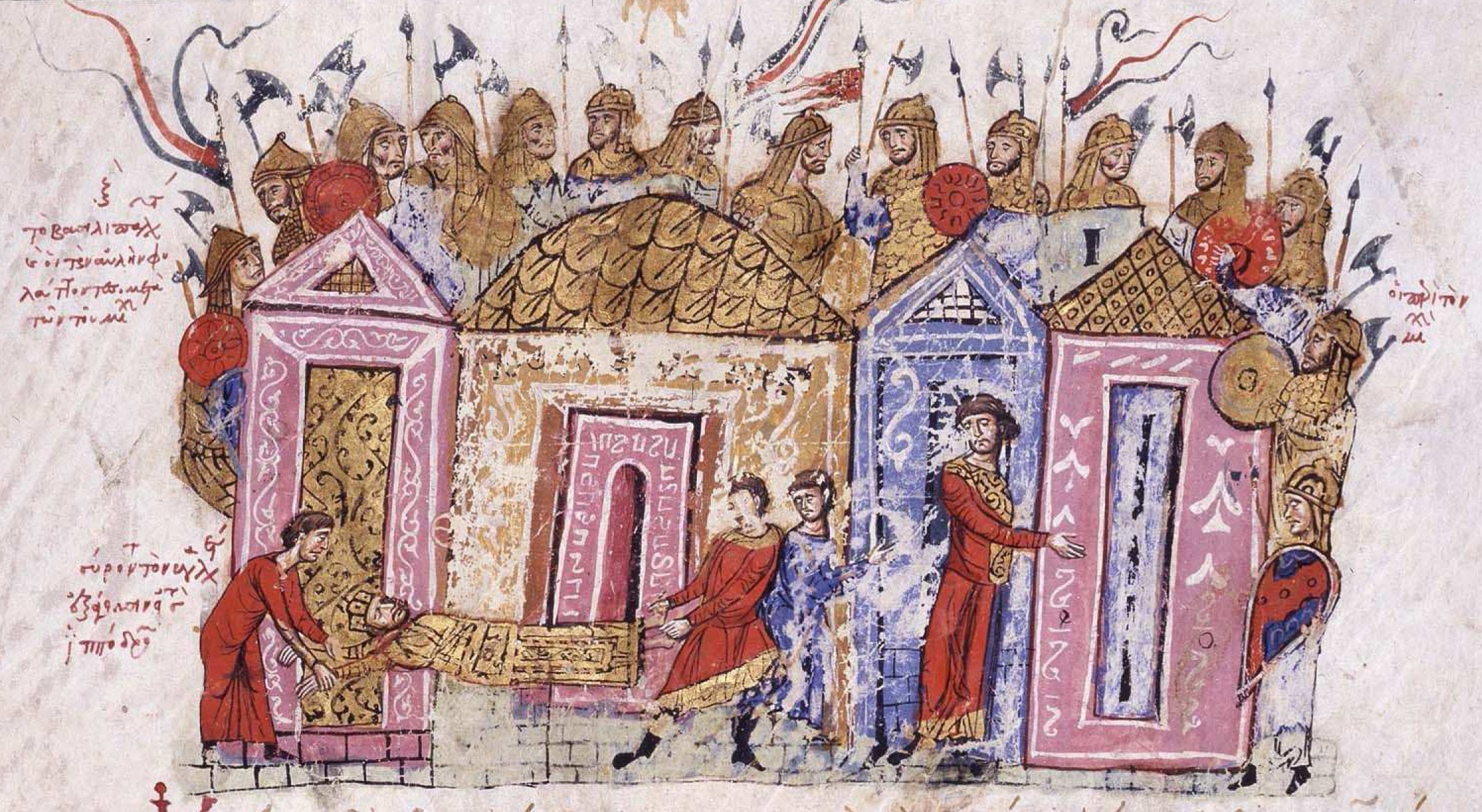
La guardia varega desempeñó un papel importante en la derrota de Bulgaria.

El emperador bizantino Miguel IV preparó una gran campaña para derrotar finalmente a los búlgaros. Reunió un ejército selecto de cuarenta mil hombres acaudillado por generales capaces y se movió constantemente en formación de batalla. Había muchos mercenarios en el ejército bizantino, incluyendo al príncipe noruego Harald Hardrada —más tarde rey— con quinientos varegos. Desde Salónica los bizantinos penetraron en Bulgaria y derrotaron a los búlgaros en Ostrovo a finales del verano de 1041. Al parecer los varegos tuvieron un papel decisivo en la victoria, ya que su jefe ha sido descrito en las sagas nórdicas como el «devastador de Bulgaria». Aunque ciego, Pedro Deljan mandaba el ejército. Su destino se desconoce, puede ser que pereciera en la batalla o fuera capturado y llevado a Constantinopla.
Muy pronto los bizantinos eliminaron la resistencia de los vaivodas restantes de Deljan —Botko alrededor de Sofía y Manuel Ivatz en Prilep—, poniendo así fin a la revuelta búlgara.